# Brigitte Oertel
Brigitte Oertel, później Grass (ur. 11 października 1953 w Braunweiler) – niemiecka florecistka reprezentująca RFN, srebrna medalistka mistrzostw świata.
Podczas mistrzostw świata w Buenos Aires w 1977 roku reprezentacja RFN w składzie: Karin Rutz, Ute Kircheis-Wessel, Brigitte Oertel, Cornelia Hanisch i Gudrun Lotter zdobyła srebrny medal w turnieju drużynowym. Był to jedyny medal wywalczony przez Oertel w zawodach tego cyklu.
Na igrzyskach olimpijskich w Monachium w 1972 roku w turnieju indywidualnym odpadła w ćwierćfinałach. Na rozgrywanych cztery lata później igrzyskach olimpijskich w Montrealu zajęła czwarte miejsce w zawodach drużynowych, a indywidualnie dotarła do trzeciej rundy.